# Galactomyces
Galactomyces — рід грибів родини Dipodascaceae. Назва вперше опублікована 1977 року.

## Класифікація
До роду Galactomyces відносять 9 видів:
- Galactomyces britannicum
- Galactomyces britannicus
- Galactomyces candidum
- Galactomyces candidus
- Galactomyces citri-aurantii
- Galactomyces geotrichum
- Galactomyces pseudocandidum
- Galactomyces pseudocandidus
- Galactomyces reessii